# Dominion Building
Das Dominion Building (manchmal auch als Dominion Bank Building bezeichnet) ist ein Hochhaus im Stadtteil Downtown der kanadischen Stadt Vancouver. Es befindet sich im Stadtteil Gastown an der 207 West Hastings Street.
Das 53 m (14 Stockwerke) hohe, im Stil des Second Empire errichtete Dominion Building ist das älteste Hochhaus der Stadt, bei dem die Stahlskelett-Bauweise angewendet wurde.
Den Bau hatte der aus Deutschland stammende Gustav Konstantin von Alvensleben finanziert. Das Dominion Building wurde 1908 eröffnet und war bis 1910 das höchste Gebäude im gesamten Britischen Empire. Heute steht es unter Denkmalschutz.
An der Rückseite des Gebäudes, in der Cambie Street, wurden einzelne Szenen des Films Die unendliche Geschichte gedreht.